# Orthosia macilenta
Orthosia macilenta är en fjärilsart som beskrevs av Márton Hreblay och Ronkay 1998. Arten ingår i släktet Orthosia och familjen nattflyn.
Den förekommer i hela tempererade Europa och delar av Asien och lever främst i glesa skogsmiljöer men även i urbaniserade områden.